# Indigofera brevifilamenta
Indigofera brevifilamenta är en ärtväxtart som beskrevs av Jan Bevington Gillett. Indigofera brevifilamenta ingår i släktet indigosläktet, och familjen ärtväxter. Inga underarter finns listade i Catalogue of Life.